# Rex (partij)
Rex (van Christus Rex, "Christus is koning") was een Belgische fascistische politieke beweging. De stroming wordt rexisme genoemd.

## Ontstaan
Rex werd in het begin van de jaren 30 opgericht als katholieke studieclub rond het tijdschrift XX Siècle (= twintigste eeuw) voor studenten. Als leider van de groep trad spoedig de jonge student Léon Degrelle naar voren. Degrelle bouwde de beweging uit tot een autoritaire club die fel gekant was tegen het communisme en sympathie had voor het Italiaanse fascisme. 
In 1936 werd Rex een politieke partij met Degrelle aan het hoofd. Naar Degrelles eigen zeggen uit teleurstelling over de katholieke politici en ook uit protest tegen de geestelijkheid die voor hem te conformistisch en burgerlijk was en zodoende de "toegang tot de arbeidersmassa's" verhinderde. Van dan af worden ook niet-katholieken opgenomen en de ideologie op materieel vlak steeds meer seculier. Er werd ook een Vlaamse afdeling, Rex-Vlaanderen, opgericht, onder leiding van letterkundige Paul de Mont. Het rexisme deed het verrassend goed onder de Waalse middenstand en deels ook onder kantoorbedienden en kleine boeren. Degrelle, ervan overtuigd dat het tijdperk der democratie bijna voorbij was, deed mee aan de verkiezingen van mei 1936. Rex behaalde 33 zetels in het Belgische Parlement (21 in de Kamer en 12 in de Senaat). Rex-Vlaanderen behaalde 72.000 stemmen (7%). Bij tussentijdse verkiezingen in 1937 behaalde Degrelle 19% van de stemmen. Bij de verkiezingen van 1939 behaalde Rex nog maar vier Kamerzetels en 1 Senaatszetel.

## Collaboratie
Tussen augustus 1936 en mei 1937 ontving Rex een maandelijkse toelage van 250.000 lire, na een bezoek van Léon Degrelle aan Benito Mussolini op 6 januari 1936. Op 26 september 1936 ontmoette hij ook Adolf Hitler en ontving Rex 100.000 Reichsmark.
Na de Duitse inval in België (10 mei 1940) werden Léon Degrelle en enkele andere rexisten door de Belgische regering tijdelijk geïnterneerd en naar Frankrijk gestuurd. Na de ondertekening van de wapenstilstand door Frankrijk worden ze echter weer vrijgelaten. Op 25 augustus 1940 verscheen met toestemming van de Duitse bezetter het dagblad Le Pays Réel opnieuw. Het collaboreren van de leiding van Rex met de Duitse bezetter zorgde voor heel wat wrevel bij diverse, vooral de meer katholieke, Rexisten. Zo richtten enkele voormalige Rexisten, Lucien Meyer en Theo Simon in oktober 1940 een verzetsbeweging op. Bij het begin van de oorlog maakte ook de eerder katholieke corporatistische visie plaats voor een ideologische aansluiting bij het nationaalsocialisme dat eerder seculier was.
De militaire bestuurder van België, Eggert Reeder, wenste dat Rex zich enkel zou concentreren op Wallonië, zodat Brussel en Vlaanderen vrij bleven voor het VNV (dat later opzijgeschoven werd voor het groot-Germaanse DeVlag).
Op 15 oktober 1940 ging Rex-Vlaanderen op in de Eenheidsbeweging-VNV en hield zo de facto op te bestaan.
Op 1 januari 1941 maakte Degrelle bekend dat het Rexisme, het nazisme en het fascisme van Mussolini eigenlijk een en dezelfde beweging waren. Deze verklaring bracht de Belgische regering in ballingschap ertoe om na de oorlog lidmaatschap van Rex retroactief strafbaar te stellen vanaf 1 januari 1941.
Op 5 januari 1941 verheerlijkte Degrelle Adolf Hitler als "de meest buitengewone man van onze tijd ... dit genie ... Heil Hitler!", hetgeen leidde tot een verdere leegloop van Rex. 
Na de Duitse inval in de Sovjet-Unie zette het Duitse Militair Bestuur (nadat eerder een verzoek hiertoe afgewezen was) het licht op groen voor de oprichting van een Waals Legioen.
Pas als op 20 juli 1941 Degrelle zelf als vrijwilliger bij dit Waals Legioen gaat, begint het legioen vorm te krijgen. 850 vrijwilligers vertrekken in augustus naar het oostfront. In februari 1942, na een zware winter die het Legioen had uitgedund, werd een Legioensoldaat naar België gezonden om een tweede contingent soldaten te ronselen. Uiteindelijk dient Victor Matthijs, chef-ad interim van Rex, alle nationale en lokale rexistische leiders te verplichten zich aan te sluiten bij het Legioen om een tweede contingent gevuld te krijgen. Op 10 maart 1942 vertrekt dit contingent van 450 man, onder hen 150 leden van de Rexistische jeugd (15- en 16-jarigen). Tegen oktober 1942 was het Waalse Legioen alles samen herleid tot minder dan 200 personen. Degrelle wordt gepromoveerd tot luitenant en ontvangt het Zilveren Kruis voor zijn prestaties. Hij probeert tevens leden voor het Legioen te ronselen onder de Franstalige krijgsgevangenen die sinds 1940 in Duitse gevangenschap zaten. Eind 1942 heeft hij zo 140 extra Legioenleden bekomen.
Op 17 januari 1943 verklaarde Degrelle in een speech dat de Walen eigenlijk Franstalige Germanen waren en kon hiermee de aandacht van Heinrich Himmler, die de aansluiting van geheel België bij Groot-Duitsland in een Groot-Germaans Rijk nastreefde, trekken. Het Waalse Legioen trad op 1 juni 1943 toe tot de Waffen-SS.

## Einde
Na de bevrijding van België werd Rex verboden. Op 30 maart 1945 werd Rex als politieke beweging officieel ontbonden.
Degrelle ontsnapte naar Spanje en zou nooit uitgeleverd worden, omdat hij de bescherming genoot van president generaal Franco en door het verwerven van het Spaanse staatsburgerschap in 1954 niet meer uitgeleverd kon worden. Hij stierf uiteindelijk in Málaga op 31 maart 1994.
Begin jaren zeventig richt een oud-lid van het Waals Legioen, Jean-Robert Debbaudt, heel eventjes opnieuw een rexistische beweging op, die bij de verkiezingen van 1974 2164 stemmen haalde in Brussel.

## Boeken
- Streel José, La révolution du XXème siècle (réédition du livre paru en 1942 à la NSE à Bruxelles), préface de Lionel Baland, Déterna, Paris, 2010.
- Lionel Baland, Xavier de Grunne. De Rex à la Résistance, Godefroy de Bouillon, Paris, 2017.